# Karla de Bona
Karla de Bona (Bento Gonçalves, 7 de outubro de 1982) é uma atiradora esportiva brasileira.
Integrou a delegação nacional que disputou os Jogos Pan-Americanos de 2003 em Santo Domingo, na República Dominicana, onde ganhou medalha de bronze na modalidade fossa olímpica.
Depois do Pan de 2003, parou com o esporte durante sete anos, e só retornou em 2010.
Integrou a delegação nacional que disputou os Jogos Pan-Americanos de 2011 em Guadalajara, no México.